# Берингер I фон Попенбург
Берингер I фон Попенбург (на немски: Beringer (I) von Poppenburg; * ок. 1125/пр. 1132; † ок. 10 февруари 1182) е граф на Попенбург в Долна Саксония.

## Произход
Графовете фон Попенбург са споменати за пръв път в документи през 890 г. в Швабия. Фамилията получава от епископство Хилдесхайм замъка Попенбург и се нарича на него. Фамилията е лоялна към Хоенщауфените.
Берингер е син на Конрад фон Попенбург, който е шеф на фамилията (1068/1069). Внук е на граф Фридрих фон Попенбург, споменат през 1068 г. в територията на Везер като „граф в гау-ените на Лайне и Халер“. Берингер става граф ок. 1095 г. след смъртта на баща му. Тогавашната резиденция е замък Попенбург на река Лайне в днешния Бургщемен, днес част от Нордщемен.

## Фамилия
Берингер I фон Попенбург се жени за фон Депенау-Васел († сл. 1169), сестра на Херман фон Депенау-Васел († 1170), епископ на Хилдесхайм (1162 – 1170), дъщеря на Бернхард I фон Депенау-Васел († 1133/1154) и съпругата му Фридеруна фон Фекенщет. Те имат пет сина:
- Алберт I фон Попенбург (* 1103; † 14 септември 1191 при Обсадата на Акра), граф на Попенбург, женен за фон Олденбург († сл. 1185), дъщеря на граф Кристиан I фон Олденбург († 1167) и Кунигунда фон Щотел-Ферсфлет († сл. 1198). Баща на:
  - Бернхард I фон Попенбург-Шпигелберг (* 1185; † 1244), от ок. 1200 г. граф на Попенбург-Шпигелберг в територията на река Везер
- Бернхард фон Попенбург († 11 юни 1181), граф на Попенбург, женен за фон Мекленбург († 1182), дъщеря на княза на славяните и ободритите Прибислав, господар на Мекленбург († 1178) и принцеса Войцлава от Померания († 1172)
- Конрад фон Попенбург († 21 май 1198), граф на Попенбург
- Берингер фон Попенбург († ок. 25 декември 1181), домхер и приор на „Крос Пенс“ в Хилдесхайм
- Йохан фон Попенбург († сл. 22 ноември 1191), домхер в Хилдесхайм